# Rhamphosuchus

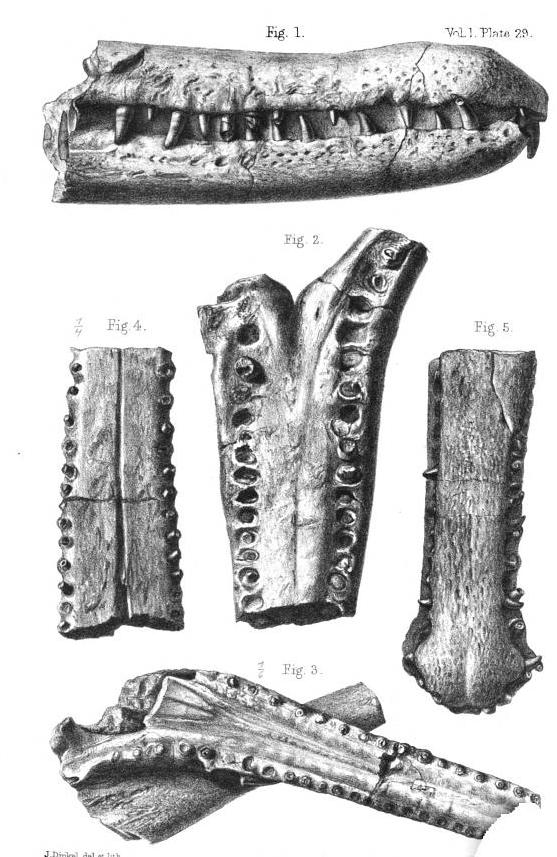
Figur 1 und 2 zeigen Fossilien von Rhamphosuchus crassidens

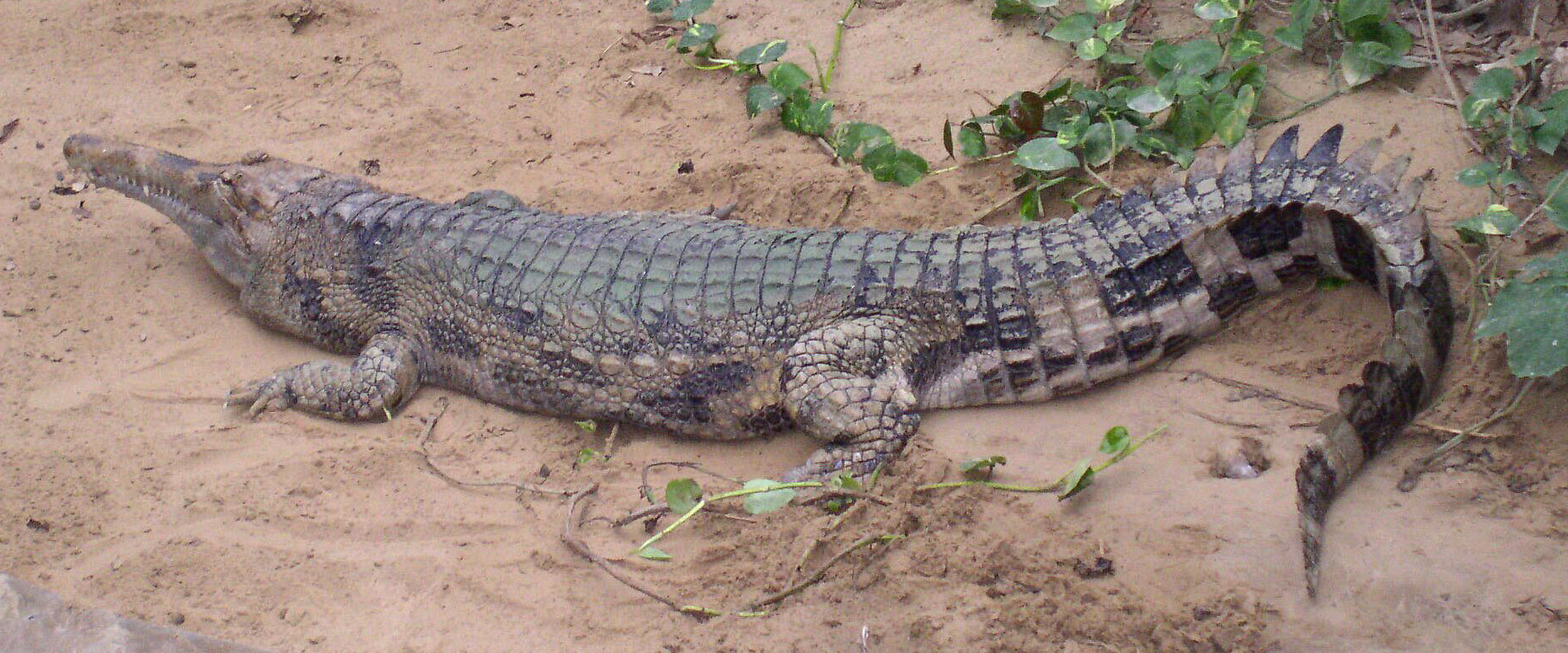
Sunda-Gavial: heute lebender Verwandter von Rhamphosuchus, der diesem wahrscheinlich äußerlich ähnelte.

Rhamphosuchus ist eine ausgestorbene Gattung der Gaviale mit der einzigen bekannten Art Rhamphosuchus crassidens. Sie gehört der gleichen Unterfamilie wie der heute noch lebende Sunda-Gavial an. Die einzige beschriebene Art der Gattung zählte zu den größten Krokodilen aller Zeiten und konnte 8–11 Meter lang werden.

## Merkmale
Die Gattung ist nur aus unvollständigen Fossilien, hauptsächlich Zähnen und Schädeln, bekannt. Ältere Schätzungen der Gesamtlänge beliefen sich auf 15 bis 18 Meter Gesamtlänge, was Rhamphosuchus crassidens zum größten bekannten Krokodil aller Zeiten gemacht hätte. Jüngere Schätzungen gehen von 8 bis 11 Meter Gesamtlänge aus, wodurch es von anderen ausgestorbenen Gattungen wie Purussaurus, Deinosuchus, Sarcosuchus oder Mourasuchus übertroffen wird.

## Fundorte
Fossilien sind nur aus den Siwaliks im Norden von Indien und Pakistan bekannt.

## Lebensweise
Die Art lebte in Flüssen und im Meer. Die Nahrung von Rhamphosuchus bestand aus Fischen und im Gegensatz zu anderen Gavialen der Unterfamilie Tomistominae vermutlich auch zu stärkeren Anteilen aus Landwirbeltieren, die an Gewässerrändern gejagt wurden.

## Taxonomie
Die Gattung Rhamphosuchus wurde erst nachträglich 1886 von Richard Lydekker beschrieben, die Art Rhamphosuchus crassidens wurde als Crocodylus (Leptorhynchus) crassidens erstbeschrieben.